# Vetralla
Vetralla es una localidad italiana de la provincia de Viterbo, región de Lacio, con 13.226 habitantes.

## Evolución demográfica
| Gráfica de evolución demográfica de Vetralla entre 1861 y 2001 |
|                                                                |
| Fuente ISTAT - elaboración gráfica de Wikipedia                |